# Talence
Cet article possède un paronyme, voir Valence.
Talence est une commune du Sud-Ouest de la France, située dans le département de la Gironde, en région Nouvelle-Aquitaine. Elle est limitrophe de la commune de Bordeaux. Ses habitants sont les Talençais et les Talençaises.
Talence fait partie de Bordeaux Métropole. Elle est la quatrième commune la plus peuplée de Gironde.
Talence accueille une partie importante du campus bordelais. Elle abrite le collège Sciences et Technologies de l'université de Bordeaux (anciennement Université Bordeaux 1) et de nombreuses écoles supérieures : écoles d'ingénieurs (ENSEIRB-MATMECA, Arts et Métiers ParisTech, ENSC, Sup-Agro-Bordeaux, Institut d'optique d'Aquitaine), de commerce (KEDGE BS) et d'architecture (ENSAP).

## Géographie

### Localisation
Commune de l'aire d'attraction de Bordeaux située dans son unité urbaine au sud de Bordeaux, elle fait partie de la première ceinture. Talence est l'une des communes plus densément peuplée de la région avec plus de cinq mille habitants au kilomètre carré (derrière la ville de Bordeaux).
La  commune est traversée d'Ouest en Est par le Ruisseau d'Ars, rivière canalisée et enterrée.

### Communes limitrophes
Les communes limitrophes sont Bordeaux, Gradignan, Pessac, Bègles et Villenave-d'Ornon.
|           | Bordeaux |                   |
| Pessac    | Talence  | Bègles            |
| Gradignan |          | Villenave-d'Ornon |

### Climat
Le climat qui caractérise la commune est qualifié, en 2010, de « climat océanique altéré », selon la typologie des climats de la France qui compte alors huit grands types de climats en métropole. En 2020, la commune ressort du même type de climat dans la classification établie par Météo-France, qui ne compte désormais, en première approche, que cinq grands types de climats en métropole. Il s’agit d’une zone de transition entre le climat océanique et les climats de montagne et le climat semi-continental. Les écarts de température entre hiver et été augmentent avec l'éloignement de la mer. La pluviométrie est plus faible qu'en bord de mer, sauf aux abords des reliefs.
Les paramètres climatiques qui ont permis d’établir la typologie de 2010 comportent six variables pour les températures et huit pour les précipitations, dont les valeurs correspondent à la normale 1971-2000. Les sept principales variables caractérisant la commune sont présentées dans l'encadré ci-après.
| Paramètres climatiques communaux sur la période 1971-2000 - Moyenne annuelle de température : 12,9 °C - Nombre de jours avec une température inférieure à −5 °C : 2,4 j - Nombre de jours avec une température supérieure à 30 °C : 7,6 j - Amplitude thermique annuelle : 14,1 °C - Cumuls annuels de précipitation : 961 mm - Nombre de jours de précipitation en janvier : 12,4 j - Nombre de jours de précipitation en juillet : 6,8 j |

Avec le changement climatique, ces variables ont évolué. Une étude réalisée en 2014 par la Direction générale de l'Énergie et du Climat complétée par des études régionales prévoit en effet que la  température moyenne devrait croître et la pluviométrie moyenne baisser, avec toutefois de fortes variations régionales. La station météorologique de Météo-France installée dans la commune et mise en service en 1959 permet de connaître l'évolution des indicateurs météorologiques. Le tableau détaillé pour la période 1981-2010 est présenté ci-après.
| Mois                                  | jan.             | fév.           | mars            | avril           | mai            | juin           | jui.          | août         | sep.            | oct.          | nov.          | déc.             | année      |
| ------------------------------------- | ---------------- | -------------- | --------------- | --------------- | -------------- | -------------- | ------------- | ------------ | --------------- | ------------- | ------------- | ---------------- | ---------- |
| Température minimale moyenne (°C)     | 3                | 3,3            | 5,4             | 7,2             | 11             | 14             | 15,9          | 15,8         | 12,8            | 10,2          | 5,8           | 3,5              | 9          |
| Température moyenne (°C)              | 6,7              | 7,7            | 10,4            | 12,5            | 16,4           | 19,5           | 21,7          | 21,5         | 18,7            | 15            | 9,8           | 7                | 13,9       |
| Température maximale moyenne (°C)     | 10,4             | 12,1           | 15,4            | 17,8            | 21,8           | 25             | 27,4          | 27,3         | 24,5            | 19,9          | 13,8          | 10,6             | 18,9       |
| Record de froid (°C) date du record   | −14,6 16.01.1985 | −12 05.02.1963 | −6,8 06.03.1971 | −2,2 03.04.1970 | 1,1 10.05.1982 | 5,1 11.06.1972 | 7,5 15.07.16  | 6 30.08.1986 | 4 21.09.1977    | −2 30.10.1997 | −6,5 18.11.07 | −11,4 26.12.1962 | −14,6 1985 |
| Record de chaleur (°C) date du record | 21 13.01.1993    | 26,5 27.02.19  | 28 25.03.1981   | 30,5 17.04.13   | 35 26.05.17    | 39 30.06.15    | 41,5 23.07.19 | 40 07.08.20  | 36,8 16.09.1961 | 32 03.10.11   | 26 08.11.1985 | 22,6 17.12.1989  | 41,5 2019  |
| Précipitations (mm)                   | 81,5             | 68,8           | 63,6            | 79              | 70,1           | 57,3           | 47,4          | 52,6         | 75,6            | 81,2          | 98            | 98,4             | 873,5      |

## Urbanisme

### Typologie
Au 1er janvier 2024, Talence est catégorisée grand centre urbain, selon la nouvelle grille communale de densité à sept niveaux définie par l'Insee en 2022.
Elle appartient à l'unité urbaine de Bordeaux, une agglomération intra-départementale regroupant 73  communes, dont elle est une commune de la banlieue,,. Par ailleurs la commune fait partie de l'aire d'attraction de Bordeaux, dont elle est une commune du pôle principal,. Cette aire, qui regroupe 275 communes, est catégorisée dans les aires de 700 000 habitants ou plus (hors Paris),.

### Occupation des sols

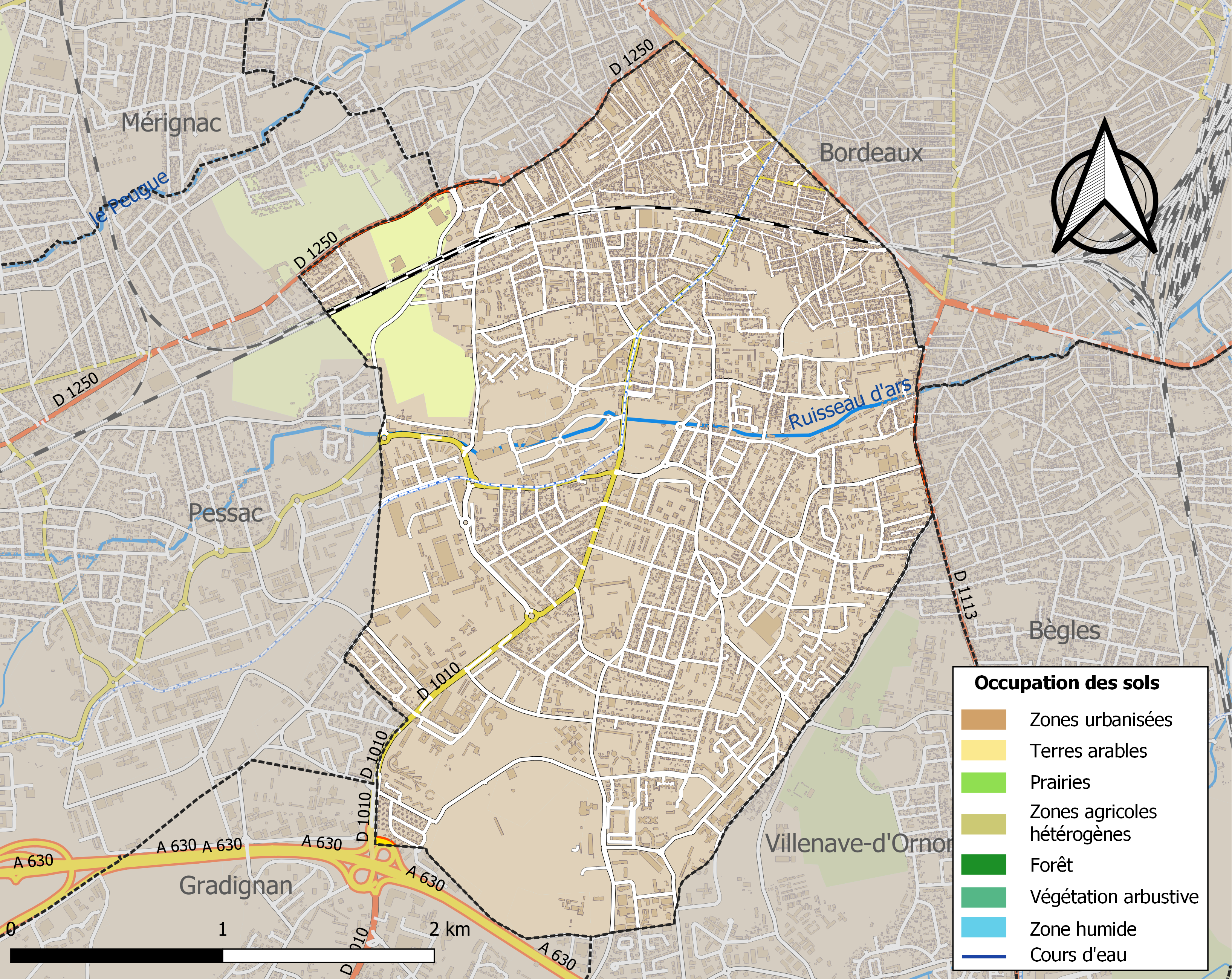
Carte des infrastructures et de l'occupation des sols de la commune en 2018 (CLC).

L'occupation des sols de la commune, telle qu'elle ressort de la base de données européenne d’occupation biophysique des sols Corine Land Cover (CLC), est marquée par l'importance des territoires artificialisés (95,7 % en 2018), en augmentation par rapport à 1990 (93,3 %). La répartition détaillée en 2018 est la suivante : 
zones urbanisées (80,2 %), zones industrielles ou commerciales et réseaux de communication (9,7 %), espaces verts artificialisés, non agricoles (5,9 %), cultures permanentes (4,3 %). L'évolution de l’occupation des sols de la commune et de ses infrastructures peut être observée sur les différentes représentations cartographiques du territoire : la carte de Cassini (XVIIIe siècle), la carte d'état-major (1820-1866) et les cartes ou photos aériennes de l'IGN pour la période actuelle (1950 à aujourd'hui).

### Voies de communication et transports

#### Rocade de Bordeaux
Sorties 

 16 → Talence-Centre, Domaine Universitaire

 17 → Talence-Thouars

#### Train TER Nouvelle-Aquitaine

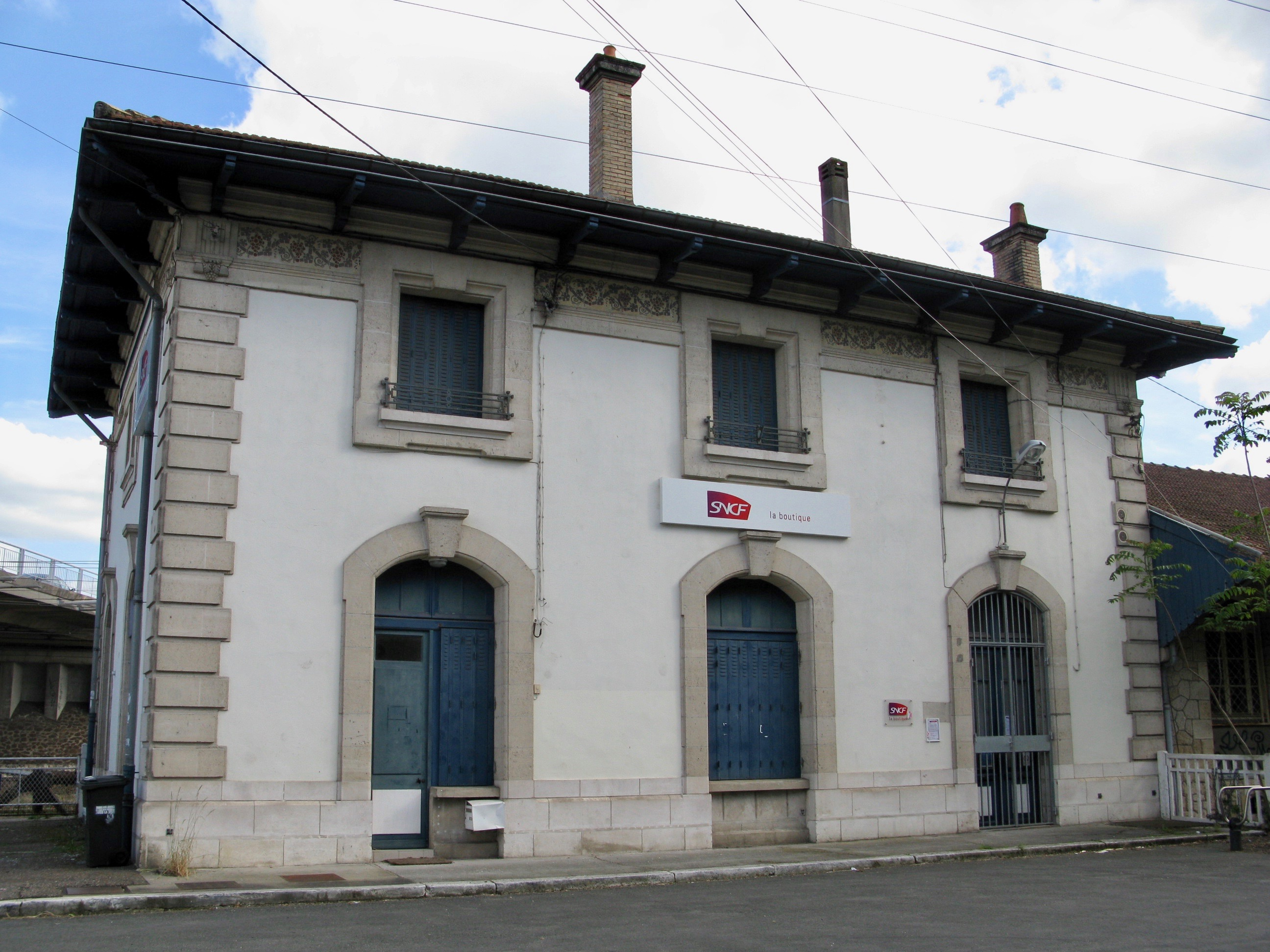
Gare de Talence-Médoquine.

La ville possède une gare (gare de Talence-Médoquine) située sur la ligne de ceinture de Bordeaux assurant la liaison entre Bordeaux Saint-Jean et le Médoc. Malgré sa situation (croisement de la ligne de bus (Liane 8) desservant le CHU et le campus), la gare n'est plus desservie par les TER depuis les années 1980. Après concertations et mobilisations, elle sera de nouveau desservie d'ici septembre 2025.

#### RéseauTBMactuel
Talence est actuellement desservie par les lignes TBM suivantes :
- (d'Arts-et-Métiers à Barrière Saint-Genès)
- 4 - 5 - 8 - 9 - 21 - 23 - 31 - 35 - 73 - 80 - 86 - 87 - TBNight

#### VCub
La ville dispose également de 7 stations VCub et d'un parc relais à Arts-et-Métiers.

#### RéseauTransGironde
Les lignes 502, 503, et 506 partent de la station de tram Peixotto à destination de La Brède, Saint-Symphorien, Hostens et Le Barp ou Belin-Béliet. La ligne régulière 406 liant Créon au Campus Bordeaux Carreire, la ligne 505 Belin-Béliet à l'hôpital Pellegrin et les lignes scolaires 500 et 600 traversent, elles, la commune.

#### BlueCub
Le 9 janvier 2014, la communauté urbaine de Bordeaux a mis en service des voitures électriques en autopartage du groupe Bolloré. Le système portait sur une centaine de véhicules répartis sur 36 stations dans la ville de Bordeaux et une station dans chacune des six communes voisines, dont Talence. Le service n'existe plus depuis septembre 2020.

### Risques majeurs
Le territoire de la commune de Talence est vulnérable à différents aléas naturels : météorologiques (tempête, orage, neige, grand froid, canicule ou sécheresse), mouvements de terrains et séisme (sismicité faible). Un site publié par le BRGM permet d'évaluer simplement et rapidement les risques d'un bien localisé soit par son adresse soit par le numéro de sa parcelle.
Les mouvements de terrains susceptibles de se produire sur le territoire de la commune sont des tassements différentiels.

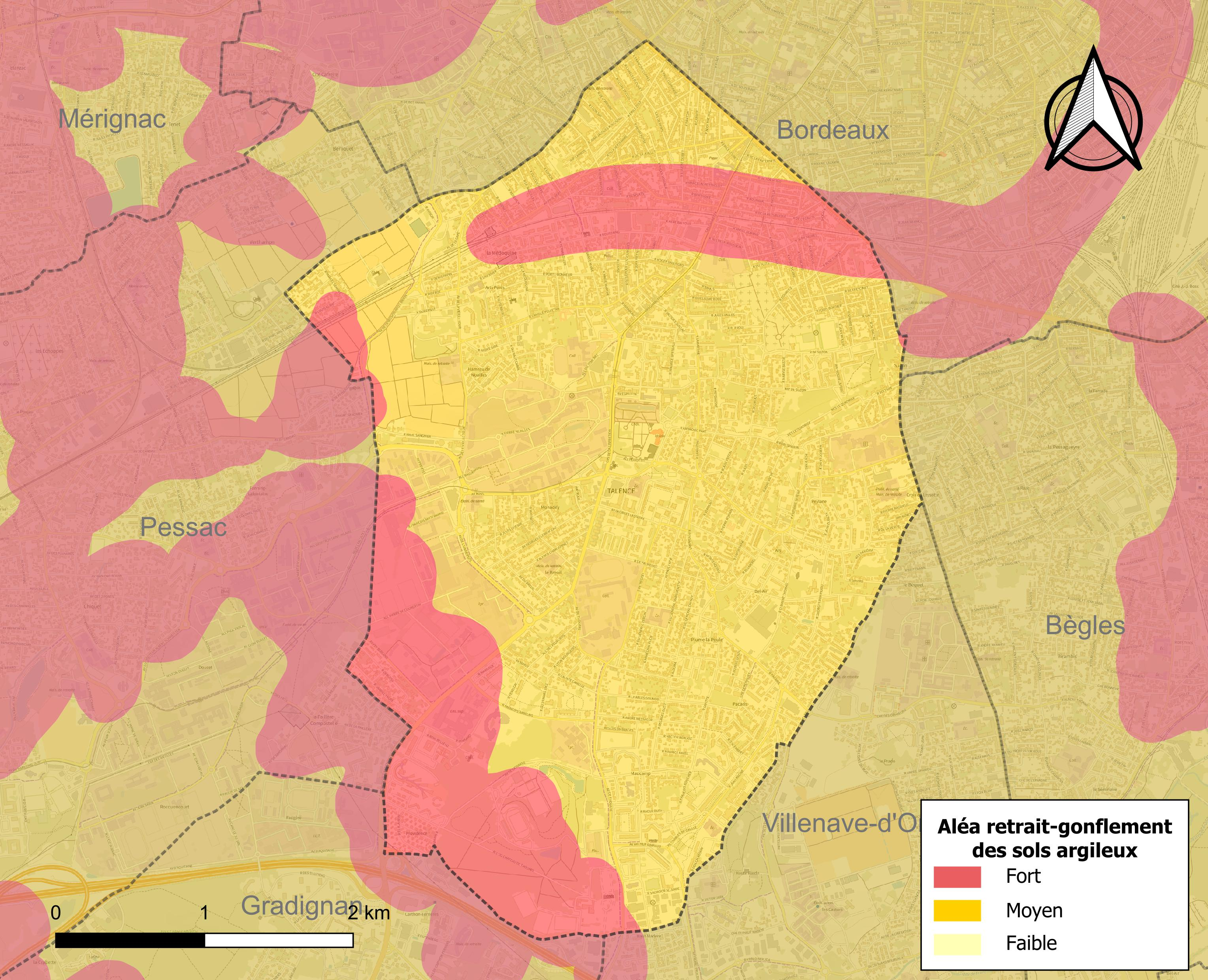
Carte des zones d'aléa retrait-gonflement des sols argileux de Talence.

Le retrait-gonflement des sols argileux est susceptible d'engendrer des dommages importants aux bâtiments en cas d’alternance de périodes de sécheresse et de pluie. La totalité de la commune est en aléa moyen ou fort (67,4 % au niveau départemental et 48,5 % au niveau national). Sur les 7 712 bâtiments dénombrés sur le territoire de la commune en 2019, 7 712 sont en aléa moyen ou fort, soit 100 %, à comparer aux 84 % au niveau départemental et 54 % au niveau national. Une cartographie de l'exposition du territoire national au retrait gonflement des sols argileux est disponible sur le site du BRGM,.
La commune a été reconnue en état de catastrophe naturelle au titre des dommages causés par les inondations et coulées de boue survenues en 1983, 1986, 1987, 1990, 2009 et 2018, par la sécheresse en 1989, 1990, 1992, 2002, 2003, 2009, 2011 et 2017 et par des mouvements de terrain en 1999.

## Toponymie
Le territoire de l'actuelle ville de Talence fut longtemps couvert de forêts dans lesquelles étaient disséminés quelques hameaux. La présence de ces forêts serait à l'origine du nom « Talence ». Ce dernier serait en effet dérivé du mot « Tala » qui signifie « coupe du bois ». C'est au XIIIe siècle qu'apparaissent des noms comme « Talanssa », « Talencia », « Talance ».

## Histoire
Talence est à l'origine un village, devenu un faubourg de Bordeaux, qui a prospéré en raison des octrois établis sur les routes de Bayonne, d'Arcachon et de Toulouse. Ces postes de douane intérieure incitaient les gens à se restaurer pour déjouer la taxation avant l'entrée dans Bordeaux. À partir des trois grandes routes allant de Bordeaux vers Bayonne, Toulouse et La Teste-de-Buch, des riches bourgeois de la Ville installèrent des maisons de campagne ou châteaux à Talence. Ainsi le banquier Samuel Charles Peixotto fit bâtir le château de Peixotto, qui devint plus tard la mairie de Talence. En 1783 une famille d'exilés du Portugal fuyant l’Inquisition, les Raba, confièrent à Victor Louis, l'architecte du Grand Théâtre de Bordeaux, la construction d'une demeure (Château Raba) et l'aménagement d'un parc dont la réputation dépasse les limites de la commune.
Talence garda cependant sa vocation rurale. Ce n'est qu'à la fin du XIXe siècle et au cours du XXe siècle que Talence affirma son caractère urbain et vit se développer des activités industrielles : métallurgie, chaudronnerie, chimie, abattoirs, avionique, chaussures, alimentaire (biscuiterie, chocolaterie…).
En 1939, un camp d’internement est ouvert pour interner les réfugiés espagnols fuyant la dictature franquiste.
À partir des années 1970-1980, ces industries ont disparu ou ont déménagé vers d'autres secteurs de la communauté urbaine de Bordeaux pour laisser la place à des immeubles résidentiels. L'une des dernières à partir a été Cartonnages de France.

### Héraldique
Le blason de Talence se lit : « D'or, aux talles de sinople posées sur une terrasse du même ; au sanglier de sable défendu et allumé de gueules brochant sur les tiges ».
Les talles (pousses latérales) évoquent le nom de Talence (armes parlantes) et rappellent que la ville était autrefois recouverte de forêts. Le sanglier symbolise la chasse que les riches bordelais de l'époque venaient pratiquer sur le territoire de l'actuelle Talence.

## Politique et administration

### Liste des maires
La ville de Talence fait partie du canton de Talence qui englobe toute la commune et, depuis la réforme territoriale entrée en vigueur avec les élections départementales de 2015, une partie de la commune de Bègles. Les conseillers départementaux du canton sont depuis juin 2021 les élus EELV Maud DUMONT et Bruno BEZIADE. À la suite de la démission de Maud DUMONT, sa suppléante, Christine QUELLIER, lui succède en tant que conseillère départementale fin 2024.

### Politique environnementale
Dans son palmarès 2024, le Conseil national de villes et villages fleuris de France a attribué trois fleurs à la commune.

## Démographie
L'évolution du nombre d'habitants est connue à travers les recensements de la population effectués dans la commune depuis 1793. Pour les communes de plus de 10 000 habitants les recensements ont lieu chaque année à la suite d'une enquête par sondage auprès d'un échantillon d'adresses représentant 8 % de leurs logements, contrairement aux autres communes qui ont un recensement réel tous les cinq ans,.

En 2022, la commune comptait 45 869 habitants, en évolution de +7,39 % par rapport à 2016 (Gironde : +6,91 %, France hors Mayotte : +2,11 %).
| 1793  | 1800  | 1806  | 1821  | 1831  | 1836  | 1841  | 1846  | 1851  |
| ----- | ----- | ----- | ----- | ----- | ----- | ----- | ----- | ----- |
| 1 489 | 1 181 | 1 340 | 1 194 | 1 322 | 1 288 | 1 232 | 1 402 | 1 434 |

| 1856  | 1861  | 1866  | 1872  | 1876  | 1881  | 1886  | 1891  | 1896  |
| ----- | ----- | ----- | ----- | ----- | ----- | ----- | ----- | ----- |
| 1 693 | 2 430 | 2 577 | 3 604 | 3 873 | 4 621 | 6 642 | 7 921 | 9 221 |

| 1901   | 1906   | 1911   | 1921   | 1926   | 1931   | 1936   | 1946   | 1954   |
| ------ | ------ | ------ | ------ | ------ | ------ | ------ | ------ | ------ |
| 11 227 | 11 832 | 13 224 | 15 823 | 17 130 | 18 944 | 20 380 | 21 650 | 22 695 |

| 1962   | 1968   | 1975   | 1982   | 1990   | 1999   | 2006   | 2011   | 2016   |
| ------ | ------ | ------ | ------ | ------ | ------ | ------ | ------ | ------ |
| 25 874 | 29 161 | 34 127 | 34 692 | 34 485 | 37 210 | 40 920 | 40 763 | 42 712 |

| 2021   | 2022   | - | - | - | - | - | - | - |
| ------ | ------ | - | - | - | - | - | - | - |
| 45 225 | 45 869 | - | - | - | - | - | - | - |

| selon la population municipale des années : | 1968 | 1975 | 1982 | 1990 | 1999 | 2006 | 2009 | 2013 |
| Rang de la commune dans le département      | 4    | 4    | 4    | 4    | 4    | 4    | 4    | 4    |
| Nombre de communes du département           | 548  | 543  | 543  | 542  | 542  | 542  | 542  | 542  |

La ville de Talence compterait actuellement 44 359 habitants (2020), en évolution positive par rapport aux 42 697 habitants de la précédente estimation (2012, estimation de l'Insee), 41 358 habitants sans doubles comptes (2012, estimation de l'Insee). Sa population est en forte hausse par rapport aux recensements de 1999 (37 210 habitants), 1990 (34 485 habitants) et de 1982 (34 692 habitants). Cette augmentation s'explique par l'excès de naissances par rapport aux décès (3 955 naissances contre 2 602 décès entre 1990 et 1999), mais aussi par un solde migratoire positif (+ 0,43 % par an entre 1990 et 1999). La présence du campus bordelais à Talence explique ce solde positif, la ville attirant en effet de nombreux étudiants. Ainsi 28,7 % de la population talençaise est encore scolarisée contre 13 % pour le reste de la France. La population est jeune, 12 964 Talençais ont entre 15 et 30 ans soit 34,8 % de la population contre 20 % dans le reste de la France (chiffres de l'INSEE pour 1999). En 2022, Talence est officiellement la ville la plus jeune de France (INSEE 2022)
- Répartition de la population selon le sexe (estimation 2011 de l'INSEE)

| Sexe   | Talence (2011) | Talence (2005) | France entière (2005) | Talence (1999) |
| ------ | -------------- | -------------- | --------------------- | -------------- |
| Hommes | 47,5 %         | 46 %           | 48,3 %                | 47 %           |
| Femmes | 52,5 %         | 54 %           | 51,7 %                | 53 %           |

- Répartition de la population selon l'âge (estimation 2011 de l'INSEE) :

| Tranches d'âge     | Talence (2011) | Talence (2005) | France entière (2005) | Talence (1999) |
| ------------------ | -------------- | -------------- | --------------------- | -------------- |
| Moins de 19 ans    | 21,5 %         | 23 %           | 25,4 %                | 20,2 %         |
| Entre 20 et 39 ans | 40,4 %         | 38 %           | 26,6 %                | 40 %           |
| Entre 40 et 59 ans | 19,8 %         | 23 %           | 27,7 %                | 21,4 %         |
| Plus de 60 ans     | 18,3 %         | 16 %           | 20,3 %                | 19,4 %         |

## Économie
La ville de Talence est une ville de services, le secteur tertiaire y est très largement majoritaire, dépassant même les 90 % de la population active. L'agriculture est quasi absente et l'industrie est très faible dans cette ville universitaire.
Répartition par catégorie socioprofessionnelle (2015, INSEE)
| Catégories                                        | nombre | %    |
| ------------------------------------------------- | ------ | ---- |
| Agriculteurs exploitants                          | 3      | 0,0  |
| Artisans, commerçants, chefs d'entreprise         | 856    | 2,3  |
| Cadres et professions intellectuelles supérieures | 4 847  | 13,3 |
| Professions intermédiaires                        | 5 573  | 15,2 |
| Employés                                          | 5 608  | 15,3 |
| Ouvriers                                          | 2 647  | 7,2  |
| Retraités                                         | 6 165  | 16,9 |
| Autres personnes sans activité professionnelle    | 10 856 | 29,7 |

Taux de chômage : environ 11,1 % en 2015.

## Viticulture
Talence est une commune historiquement viticole située en plein cœur du vignoble des Graves. Sur son aire géographique peuvent être produits les vins : AOC Pessac-Léognan, AOC Crémant de Bordeaux, AOC Bordeaux supérieur, AOC Bordeaux, AOC Graves et AOC Graves supérieures. Ce vignoble est constitué par 3 domaines : Château Haut-Brion, Château La Mission Haut-Brion, Château la Tour Haut-Brion.

## Patrimoine architectural
L’inventaire du patrimoine a été réalisé par le service régional,, citons en particulier :
Les immeubles protégés au titre des monuments historiques
- Château Belair[40]
- Château de Brama (devenu le château dit du Prince Noir)[41]
- Domaine du château Raba[42]
- Château Margaut[43]
- Château de Peixotto[44]
- Presbytère[45]

Les édifices non protégés au titre des monuments historiques
- Château de Thouars (première moitié du XIIIe siècle)[46]
- Château Monadey
- Château des arts
- Le chalet Les Échos, chartreuse du XVIIIe siècle avec puits-tour servant de château d'eau, 31 rue Pacaris. Surélévation en briques au milieu du XIXe siècle. Date inscrite : 9 thermidor an IV (27 juillet 1794), fin de la Terreur.
- L'ancienne auberge de Plume la poule, 2 rue Pacaris : depuis le Moyen Âge jusqu'à la création des boulevards, les habitants de Talence devaient payer une redevance (l'octroi) pour rentrer des marchandises dans Bordeaux. Plusieurs petits locaux étaient situés à chaque barrière pour percevoir cet impôt. Une taxe commerciale plus élevée était perçue si l'on voulait vendre de la volaille vivante. Une chanson en gascon est dédiée à cette auberge[47].

- Les édifices religieux
  - Église Notre-Dame-des-Sept-Douleurs de Talence[48] et son orgue[49]
  - Église de la Sainte-Famille de Talence[50]
  - La chapelle du Christ Rédempteur[51]

Le patrimoine bâti et paysager remarquable au titre de l’article L 123-1-7
Objectif : repérer les sites remarquables ; classer les zones boisées afin d'assurer leur conservation ; définir des prescriptions qualitatives dans le PLU, à travers une identification graphique sur le plan de zonage ; possibilité de classer uniquement des arbres isolés remarquables.

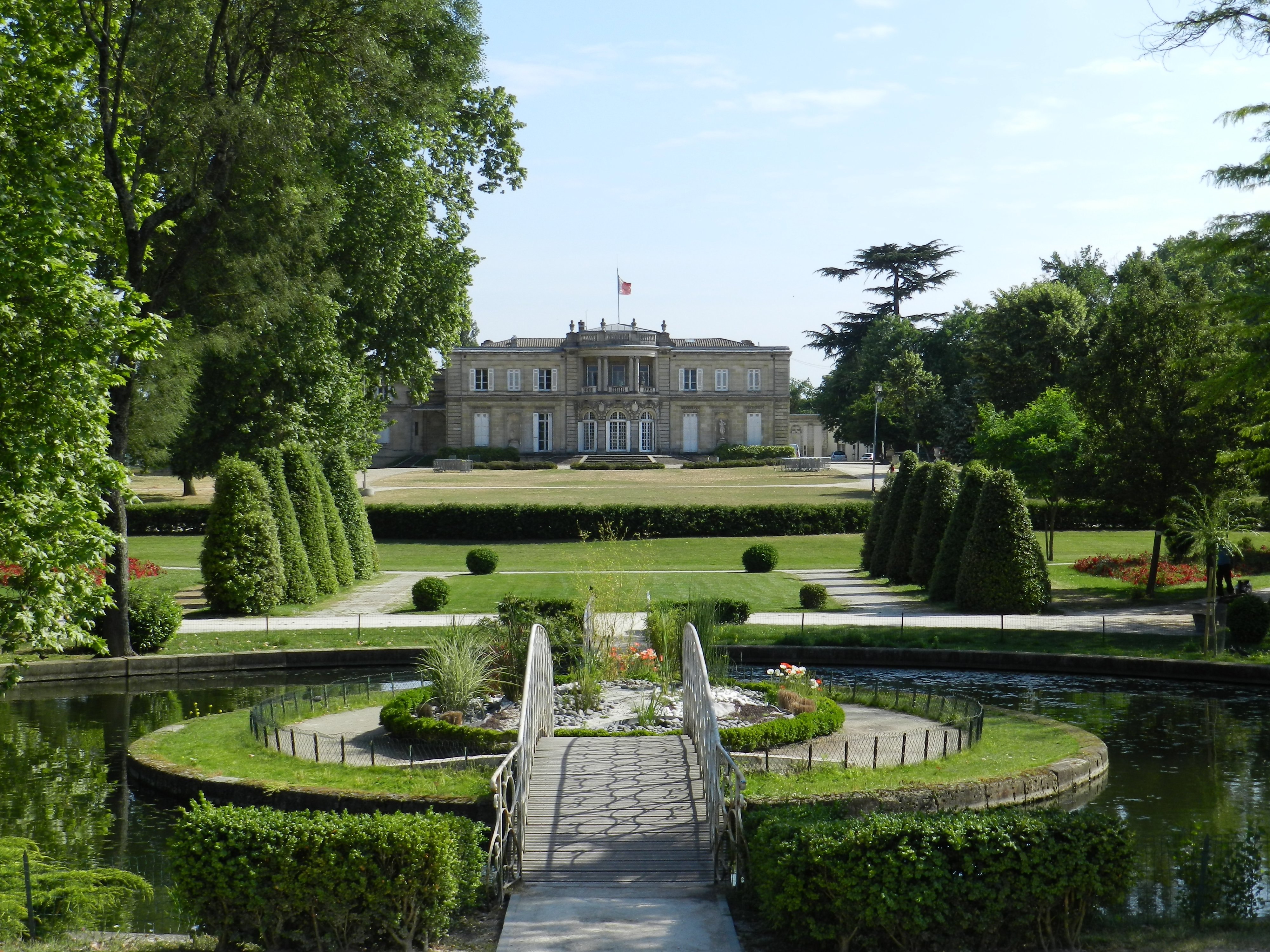

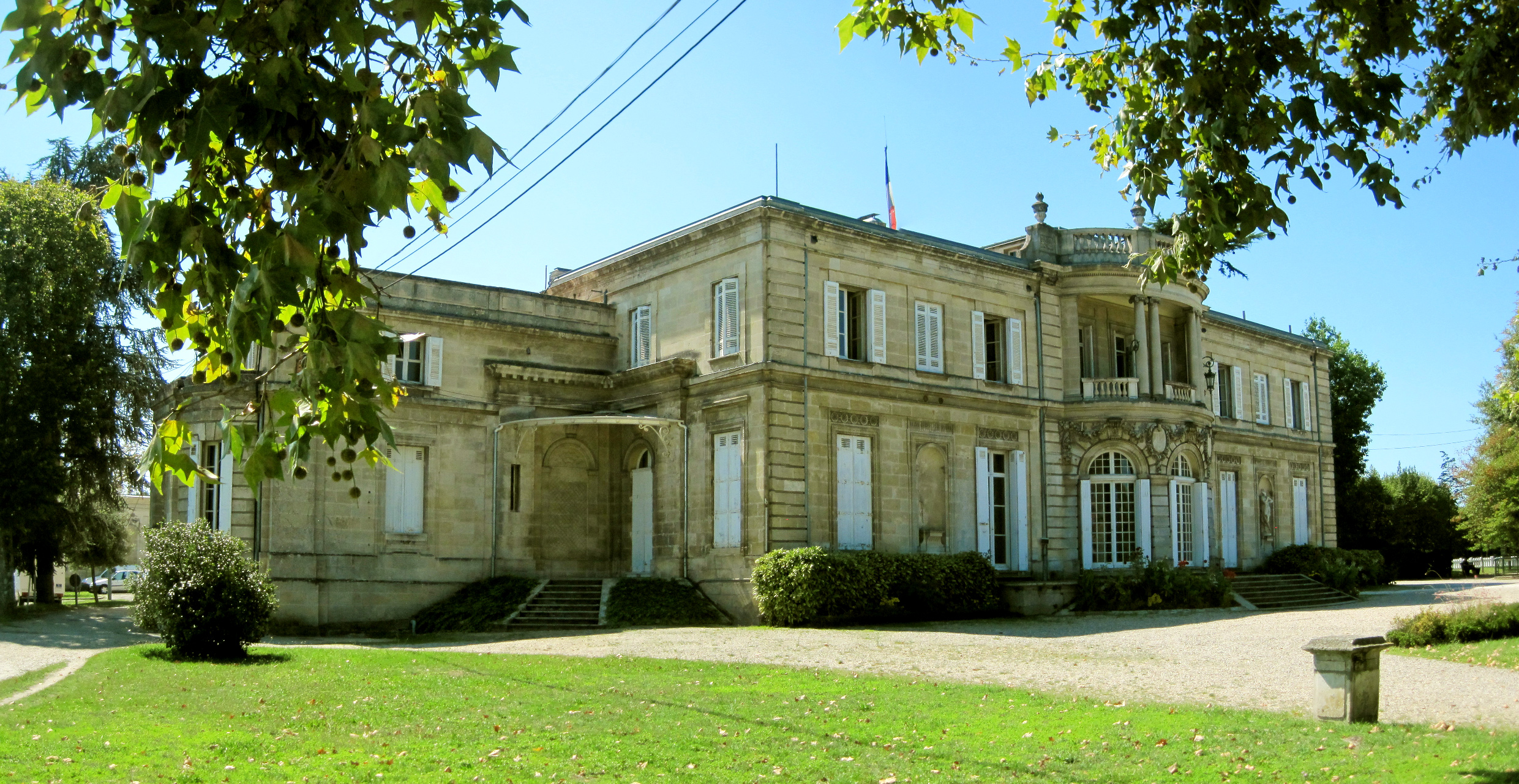
Château Peixotto.
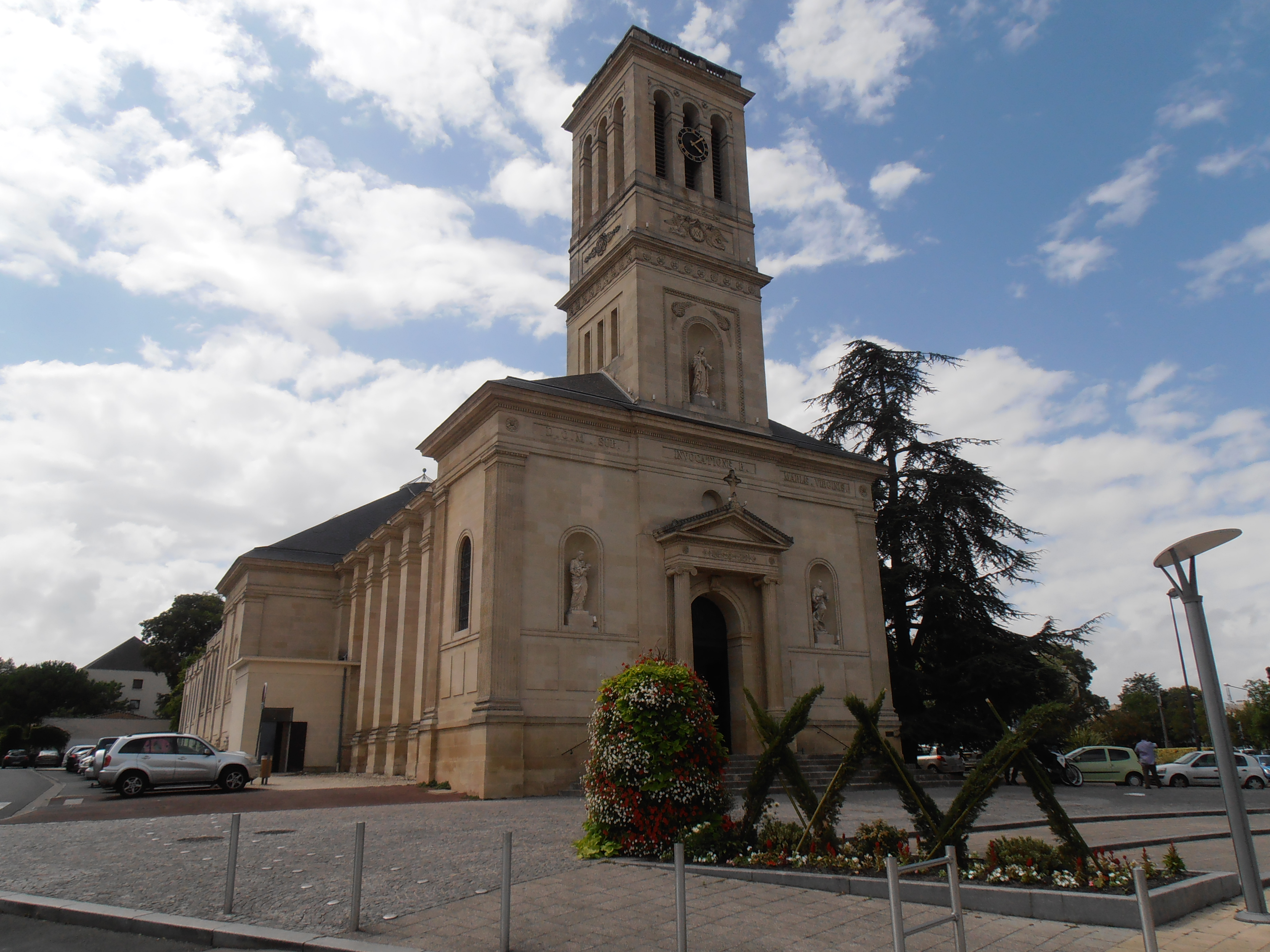
L'église Notre-Dame.
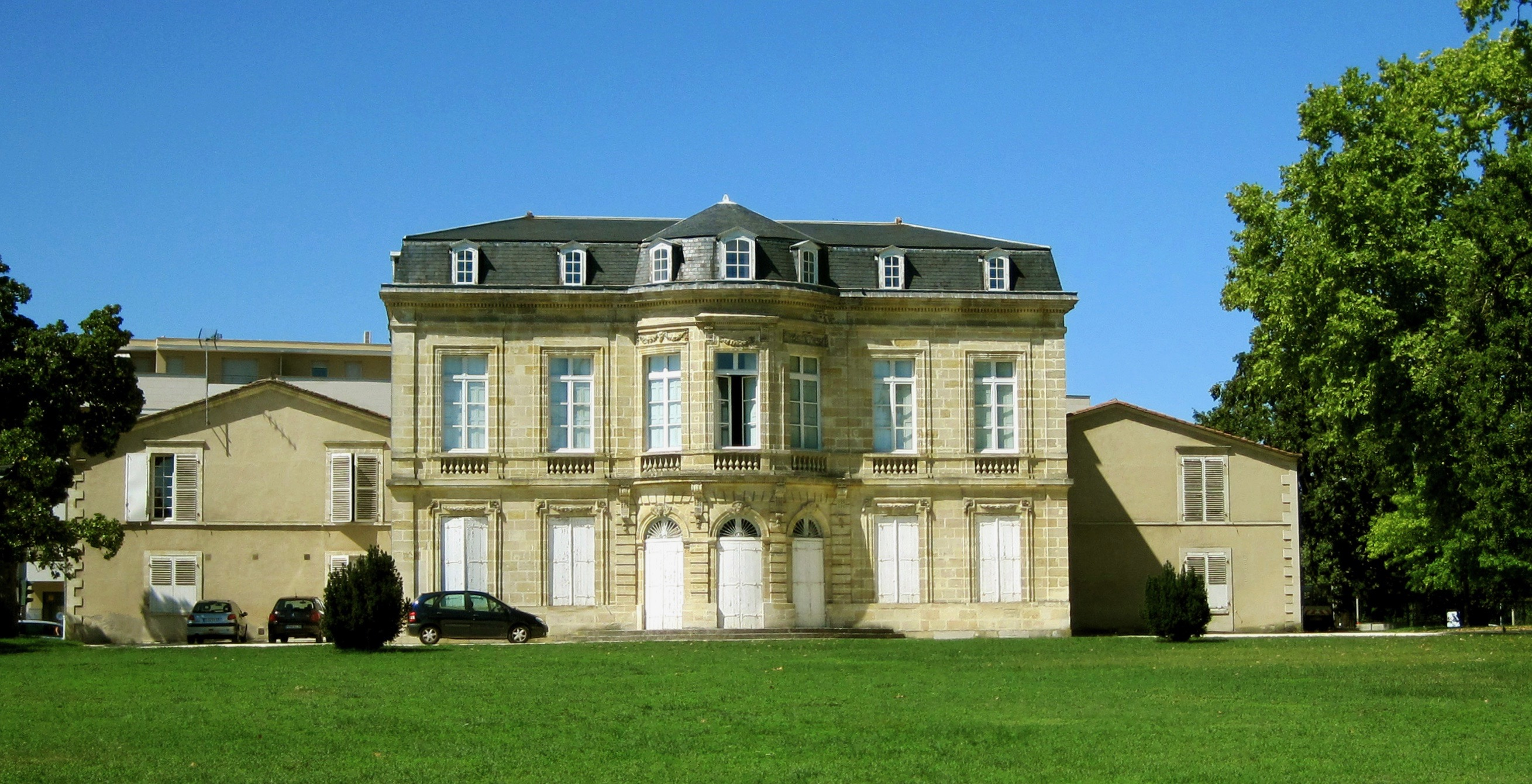
Château Margaut.
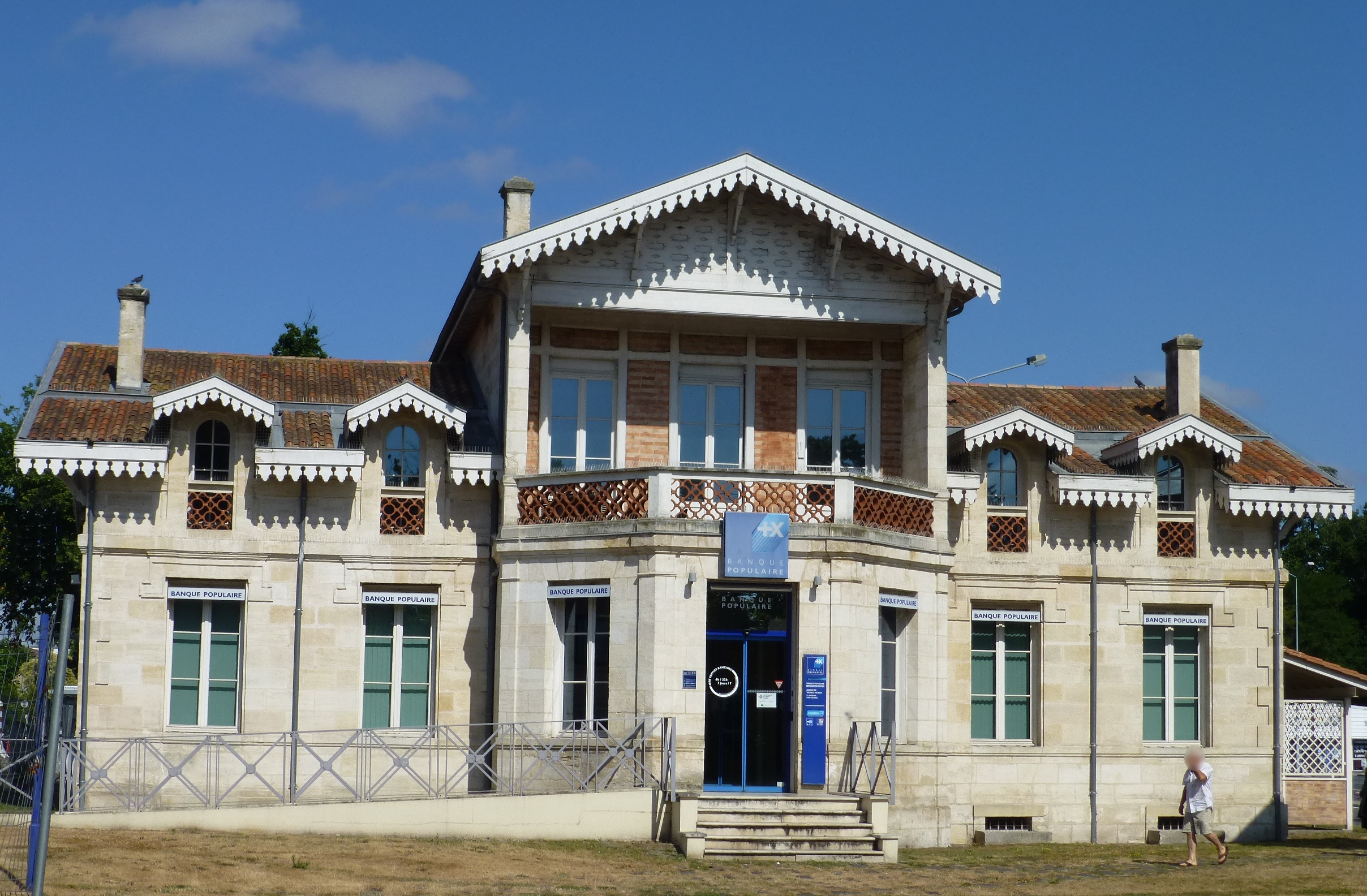
Chalet Les Échos restauré.

Patrimoine disparu
- Sur une partie du domaine du château Monadey est créé en 1840 un hippodrome privé. En 1891 s'y déroulent les premières courses publiques, qui deviennent vite un rendez-vous mondain, notamment prisé par le marquis Ferdinand Philippe IV du Vivier de Fay-Soulignac, propriétaire du château de Thouars. Le 18 janvier 1914, le jeune Roland Garros atterrit sur l'hippodrome de Talence, à une époque où les terrains adaptés aux avions étaient rares. L'hippodrome reste en activité jusqu'en octobre 1934. En 1942, M. Willette et sa sœur, propriétaires du château, le vendent ainsi que son domaine de 41 ha, au commissariat général à l’éducation générale et sportive. La moitié du terrain est ensuite cédée à l'administration des Domaines de l'État, qui construit l'actuel lycée Alfred-Kastler à l'emplacement de l'ancien hippodrome[53].

## Le jardin botanique
Le jardin botanique est un petit jardin botanique situé dans le Parc du Château Peixotto au 3 avenue Espeleta, à Talence. Le parc est ouvert tous les jours sans frais, mais le jardin botanique lui-même n'est ouvert qu'aux étudiants et aux professionnels.
Le jardin actuel appartient à l'Université de Bordeaux. Il contient environ 2 000 espèces d'intérêt pharmaceutique et médical, dont de nombreux Cucurbitaceae, Cyperaceae, Malvaceae, ainsi que deux serres, une orangerie et un bâtiment de classe. L'orangerie conserve un herbier général de 108 cartons et plusieurs herbiers d’intérêt régional comme l’herbier Tempère.
- Liste de jardins botaniques en France

## Enseignement supérieur
Une partie du domaine universitaire de Bordeaux se situe à Talence. Cette dernière abrite notamment les établissements suivants :
- Arts et Métiers ParisTech
- Une partie de l'université de Bordeaux
- Institut polytechnique de Bordeaux
- École nationale supérieure d'électronique, informatique, télécommunications, mathématiques et mécanique de Bordeaux (ENSEIRB-MATMECA)
- UFR STAPS de l'université Bordeaux 2
- École nationale supérieure de cognitique
- Institut d'optique Graduate School
- École nationale supérieure d'architecture et de paysage de Bordeaux
- KEDGE Business School
- Institut supérieur de logistique industrielle

Talence abrite également le lycée d'hôtellerie et de tourisme de Gascogne qui propose des formations allant du CAP à la licence professionnelle.

## Sports

### Rugby
Le 19 mai 2011, Talence devient champion de France de rugby minimes à Orléans en battant Bayonne en finale. Le 31 mai 2013, Talence redevient champion de France UNSS catégorie minimes à Évreux, après une victoire en finale contre Mont-de-Marsan.

### Athlétisme
Talence est une ville importante dans le monde de l'athlétisme car elle organise le meeting d'athlétisme Décastar, consacré aux épreuves combinées que sont l'heptathlon et le décathlon. Cette rencontre se déroule au stade de Thouars.
Depuis 1998, cette épreuve compte pour le challenge mondial IAAF, dont elle clôt la saison annuelle. Le premier décathlon féminin international s'y est déroulé en 2004, Marie Collonvillé y obtenant le premier record du monde. L'édition 2018 a également été le théâtre du record du monde de Kevin Mayer chez les hommes.
Parallèlement à cette compétition, l'association pour le développement des épreuves combinées et du meeting de Talence (ADEM), qui est chargée de l'organisation du Décastar, participe depuis 1981 à la formation des jeunes athlètes de haut niveau par le « Collège Athlètes », structure d'entraînement spécifique en partenariat avec les clubs d'athlétisme d'Aquitaine et les sections sport études du lycée Victor-Louis.
Il existe également un club d'athlétisme, l'US Talence Athlétisme, fondé en novembre 1975 dans le cadre du club omnisport, puis indépendant à partir de 2001.
Ses résultats par équipe depuis 2012 :
- 2012 : victoire en Nationale 2-A du Sud-Ouest à Bordeaux (montée en N1-C) ;
- 2013 : 3e en Nationale 1-C à Sotteville-lès-Rouen (montée des 3 premiers en N1-B) ;
- 2014 : 6e en Nationale 1-B à Toulouse ;
- 2015 : victoire en Nationale 1-B à Bordeaux (montée en N1-A) ;
- 2016 : 2e en Nationale 1-A à Reims (avec un zéro en hauteur empêchant la victoire et la montée) ;
- 2017 : victoire en Nationale 1-A à Pontoise (montée en Élite-B) ;
- 2018 : 4e en Élite-B (Top 16 français) à Grenoble.
- 2019 : victoire en Elite B accédant ainsi à l'élite A.
- 2022 : 7e meilleur club français

. La ville de Talence a accueillie  en 2025 les championnats de France d'athlétisme.

### Installations sportives
- Le Stade de Thouars au sein duquel Kévin Mayer a battu le record du monde de décathlon (record toujours en vigueur à ce jour).
- Le Gamma, groupe d’arts martiaux, de musculation et d’athlétisme.
- Le stade nautique Henri-Deschamps.
- Le complexe sportif Pierre-de-Coubertin.
- La salle Léo-Lagrange.
- La salle Jean-Bouin.
- La salle Boris-Diaw.

### CREPS
- le CREPS (Centre de ressources, d'expertise et de performance sportives) Bordeaux, situé à Talence, est l'un des plus vieux centres du genre en France. Créé en mars 1941, il est à l'origine destiné à la formation des enseignants en EPS, et en 1985, il se transforme en CPEF (Centre Permanent d'Entraînement et de Formation), actuellement renommé en Pôle de Haut Niveau, ou plus couramment « Pôle France ». Le CREPS de Talence est très réputé pour son niveau de formation, avec notamment 8 handballeuses évoluant en Élite féminine (Division 1), des cyclistes professionnels (Fabien Sanchez, coureur de la FDJ, ou encore Matthieu Ladagnous, présent aux J.O. d'Athènes), mais également des volleyeurs professionnels (comme Romain Vadeleux), le centre d'entraînement de l'équipe de France féminine d'escrime …

## Culture
- Multiplexe UGC Talence Universités (anciennement un cinéma Gaumont) comportant onze salles.
- L'Inconnue, scène curieuse de musique, labellisée par l'Etat, scène de musiques actuelles (SMAC), disposant d'une école de musiques actuelles, de 8 studios de répétition, d'un studio d'enregistrement et d'une salle de concert entièrement équipée de 160 places.
- Forum des arts et de la culture : comprend un espace commercial à vocation culturelle, une salle d’exposition, une salle de théâtre et conférence, un auditorium et des ateliers d’arts plastiques. Programme des expositions, conférences, rencontres et débats, résidences d’artistes et animations.
- L’École municipale de musique et de danse (EMMD), installée au château Margaut, accueille près de 1000 élèves.
- Festival ODP, festival annuel de musique (en faveur des orphelins des sapeurs-pompiers de France et de l'Œuvre des pupilles).
- Mai talençais : spectacles, concerts, feu d'artifice/show pyrotechnique.
- Festival en plein ARTS, festival de théâtre de rue, en juillet.

## Jumelages
- Alcalá de Henares (Espagne) depuis 1985
- Trikala (Grèce) depuis 1998[55]
- Chaves (Portugal) : Talence a signé en 2004 avec la ville de Chaves une Convention pour le développement d’échanges concertés.

## Personnes célèbres

### Personnes célèbres nées à Talence
- Joseph Vassal (1867-1957) médecin militaire
- Robert Taussat (1920-2016), historien
- Bernard Louzeau, officier de marine[56]  né le 19 novembre 1929
- Le Prince Henrik, prince consort du Danemark né Henri de Laborde de Monpezat le 11 juin 1934, époux de la reine Marguerite II de Danemark.
- Philippe Sollers, écrivain né le 28 novembre 1936.
- Monique Noirot (née Wideman), athlète française spécialiste du 400 mètres née le 10 octobre 1941.
- Michel Cardoze, journaliste né en 1942.
- Marie-José Lamothe, photographe, écrivain et traductrice spécialiste du Tibet, née en 1945.
- Henri Bentégeat, général français né le 27 mai 1946.
- Marie-Hélène Breillat, actrice, née le 2 juin 1947.
- Christian-Philippe Chanut, prêtre catholique, né le 7 août 1948.
- Jérôme Cahuzac, homme politique français, né le 19 juin 1952.
- Jean-François Carenco, haut fonctionnaire français, né le 7 juillet 1952.
- Denis Mollat, homme d'affaires, dirigeant de la Librairie Mollat, né le 24 avril 1953
- José Bové, altermondialiste, candidat à l'élection présidentielle française de 2007 ayant obtenu 1,32 % des voix au premier tour, né le 11 juin 1953.
- Bruno Lasserre, haut fonctionnaire français, né le 4 janvier 1954.
- Frédéric Veaux, haut fonctionnaire français, né le 8 juillet 1956.
- Thierry Meyssan, journaliste français, né le 18 mai 1957.
- Hervé Granger-Veyron, escrimeur français pratiquant le sabre, double médaillé aux Jeux olympiques, né le 11 janvier 1958.
- Olivier Marchal, acteur et réalisateur, né le 14 novembre 1958.
- Paul Tanon, athlète français, né le 5 février 1959.
- Denis Barthe, batteur du groupe Noir Désir, né le 7 avril 1963.
- Vincent Prolongeau, homme d'affaires français né le 20 décembre 1964.
- Emmanuel Itier, producteur, acteur, réalisateur et scénariste français, né le 17 avril 1967.
- Cédric Nicolas-Troyan, réalisateur et superviseur des effets spéciaux, né le 9 mars 1969.
- Virginie Calmels, dirigeante d'entreprise, née le 11 février 1971.
- Marie Lajus, haut fonctionnaire française, née le 17 mai 1971.
- Cécile Bois, actrice, née le 26 décembre 1971.
- Barbara Schulz, actrice, née le 25 mai 1972.
- Agnès Verdier-Molinié, essayiste et directrice de la Fondation iFRAP, née en 1978.
- Jean-Baptiste Boursier, journaliste français née le 11 novembre 1982.
- Florian Marange, footballeur français, ancien défenseur latéral gauche des Girondins de Bordeaux, né le 3 mars 1986.
- Maxime Musqua, humoriste français, né le 27 juillet 1987.
- Damien Da Silva, footballeur français , né le 17 mai 1988.
- Jonathan Gradit, footballeur français évoluant au RC Lens, né le  22 novembre 1992.

### Personnes célèbres mortes à Talence
- Louis Faget (1861-1931), député sous la Troisième République
- Jane Poupelet (1874-1932), sculpteur
- Yvonne Degraine (1899- 1985), nageuse française
- Louis-Marie Billé (1938-2002), cardinal-archevêque de Lyon

### Personnes célèbres ayant vécu à Talence
- José Bonifácio de Andrada e Silva (1763-1838), artisan de l'indépendance du Brésil, y fut en exil de 1825 à 1827.
- Émile Durkheim (1858-1917), sociologue français, y a vécu de 1887 à 1897.
- Georges Préveraud de Sonneville (1889-1978) et son épouse Yvonne (1888-1982), artistes peintres, y ont vécu leurs dernières années, à partir de 1964.
- Paulette Sauboua (1922-1945), résistante, y fut vendeuse et y fut arrêtée en 1942.
- Michel Slitinsky (1925-2012), résistant et historien français, y a vécu depuis 1992.
- Joseph Pérez (1931-2020) Hispaniste, historien.
- Alain Ducasse (1956-), chef cuisinier français, fut élève au lycée hôtelier de Talence[57].
- Bernard Montiel (1957-), animateur de radio et animateur de télévision, ainsi qu'acteur français fut réfugié en 1961 en raison de la guerre d'Algérie.
- Bruno Loubet (1961-), chef cuisinier français, fut élève du lycée hôtelier de Talence.
- Philippe Etchebest (1966-), chef cuisinier et animateur de télévision français, fut élève du lycée hôtelier de Talence.